# Karl Puls-Janssen
Karl Puls-Janssen (* 23. August 1955 in Aschendorf) ist ein deutscher Politiker (Bündnis 90/Die Grünen) und Mitglied des Niedersächsischen Landtages.

## Leben
Nach dem Besuch der Grundschule in Rhede (Ems) besuchte Karl Puls-Janssen ein Gymnasium in Papenburg und legte schließlich in Buldern das Abitur ab. Er leistete Grundwehrdienst (1976–1977) und wurde erst danach als Kriegsdienstverweigerer anerkannt. An der Universität Oldenburg studierte er Pädagogik im Diplom-Studiengang. Danach arbeitete er 1985–1986 in der Gemeinde Jemgum als ABM-Kraft als Sozialarbeiter und in der Jugendpflege, danach war er arbeitslos. Ab Januar 1988 war er pädagogischer Mitarbeiter der Auricher Deutsch-Niederländischen Heimvolkshochschule mit Arbeitsschwerpunkten im sozialen Bereich.

## Politik
Puls-Janssen ist seit dem Jahr 1971 in der Jugendarbeit aktiv, so war er einer der Mitbegründer des Kreisjugendringes Leer. Ab dem Jahr 1976 engagierte er sich auch in der Umweltbewegung und wurde 1980 Parteimitglied der Grünen. Er war Mitglied des Rates der Gemeinde Rhauderfehn in den Jahren 1986 und 1987. 
Vom 21. Juni 1990 bis 20. Juni 1994 war er Mitglied des Niedersächsischen Landtages (12. Wahlperiode), seit 21. September 1993 für das neu geformte Bündnis 90/Die Grünen. Er übernahm vom 21. Juni 1990 bis 22. Juni 1992 den stellvertretenden Vorsitz der Grünen-Landtagsfraktion, zudem war er vom 21. Juni 1990 bis 20. Juni 1994 Schriftführer des Niedersächsischen Landtages.